# Galaktóza
Galaktóza (v chemickém názvosloví sacharidů galaktosa, zkr. Gal) (z řeckého [του] γάλακτος, [tu] galaktos, „z mléka“) je monosacharid s šesti uhlíky (hexóza) a aldehydovou skupinou (aldóza). Nejvýznamnějším zdrojem galaktosy v přírodě je laktóza (mléčný cukr) – disacharid β-D-galaktopyranosyl-(1→4)-β-D-glukopyranosa. Galaktóza a ještě častěji její deriváty se vyskytují v mnoha oligo- a polysacharidech (N-vázané oligosacharidy laktosaminového a hybridního typu, keratansulfát, chondroitin sulfáty,...). Fyziologicky důležitým derivátem je fukóza, systematicky 6-deoxy-L-galaktosa. Galaktóza se vyskytuje v různých sliznicích těla.

## Vlastnosti
Galaktóza je hexóza a má stejně jako všechny hexózy sumární vzorec C6H12O6. Je stereoizomerem (přesněji řečeno C4-epimerem) glukózy a patří do podskupiny aldohexóz.

### Chování ve vodném roztoku
Ve vodném roztoku dochází částečně k intramolekulárnímu uzavření kruhu, čímž se ustavuje rovnováha mezi aldoformou a oběma formami cyklickými – galaktofuranózou (pětičlenný cyklus) a galaktopyranózou (šestičlenný cyklus).:
| D-Galaktosa              | D-Galaktosa              | D-Galaktosa              |
| Obecný vzorec            | Haworthův vzorec         | Haworthův vzorec         |
| ------------------------ | ------------------------ | ------------------------ |
|                          | α-D-galaktofuranosa <1 % | β-D-galaktofuranosa <1 % |
| α-D-galaktopyranosa 27 % | β-D-galaktopyranosa 73 % |                          |

### Polarizace světla
- α-D-galaktopyranosa (= šestičlenný kruh): [α]20°/D = +150,7°
- β-D-galaktopyranosa: [α]20°/D = +52,8°

Galaktóza vykazuje mutarotaci. Úhel polarizovaného světla ve vodném roztoku: [α]20°/D = +80,2°

## Výskyt
Galaktóza se vyskytuje vedle monosacharidické formy také jako součást di-, oligo- a polysacharidů (laktózy, rafinózy) a jiných biochemických látek.
Jako součást mateřského mléka je důležitým zdrojem energie pro kojence. Galaktóza se resorbuje v tenkém střevě a v játrech je buď odbourávána enzymem galaktosidázou, nebo uridindifosfátglukózou přeměněna na glukózu-6-fosfát a zabudovávána do glykogenu.

## Galaktosémie
Galaktosémie je dědičné onemocnění, při němž chybí postiženému schopnost využívat galaktosu (kvůli enzymovému defektu). Ta se potom hromadí v těle. Projevuje se hned po narození.

## Energetický metabolismus
Aby mohla být galaktóza využita jako energetický zdroj, musí být přivedena do obvyklých metabolických drah, v tomto případě do glykolýzy. Odbourávání galaktózy probíhá následujícím způsobem:
- Pomocí galaktokinázy (1) (+ kofaktor ATP) je galaktóza fosforylována na galaktózu-1-fosfát.
- V následujícím kroku štěpí enzym galaktóza-1-fosfát-uridyltransferáza (2) za účasti UDP-glukózy edukt na dva produkty: UDP-galaktózu a glukózu-1-fosfát. Právě tento enzym je defektní v případě galaktosémie.
- Pomocí enzymu fosfoglukomutázy (3) může být glukóza-1-fosfát přeměněn na glukóza-6-fosfát, intermediát (tj. meziprodukt) glykolýzy. Kromě toho z glukóza-1-fosfátu společně s UTP (uridintrifosfát) pomocí UDP-glukopyrofosfatázy (4) UDP-glukóza regenerována.
- Enzym UDP-glukóza-4-epimeráza (5) se stará o to, aby z UDP-galaktózy mohla být obnovena UDP-glukóza. Může obnovit reakci ve druhém kroku nebo být použita při biosyntéze glykogenu.

## Biosyntéza
Probíhá přes glukózu epimerizací -OH skupiny na čtvrtém uhlíku: UDP-glukóza je nejprve dehydrogenovaná na C4 a pak zpětně stereospecificky redukovaná. Opačným procesem je možné získat z galaktózy glukózu (důležité při odbourávání galaktózy). Obě dvě reakce jsou katalyzovány enzymem UDP-galaktóza-4-epimeráza

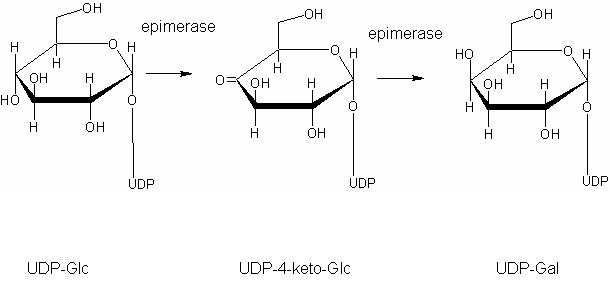
syntéza galaktózy z glukózy

## Biologicky významné deriváty
- N-acetyl-β-D-galaktosamin (GalNAc)
- β-D-Galaktosamin (GalN)
- Galakturonová kyselina (GalA)
- L-Fukóza (6-deoxy-L-galaktóza) (L-Fuc)

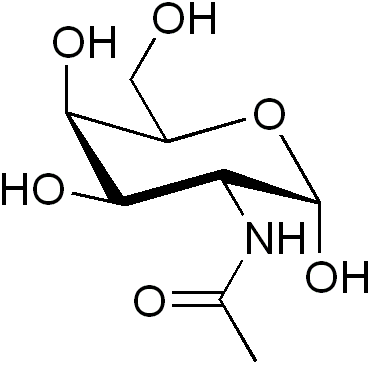
N-acetylgalaktosamin
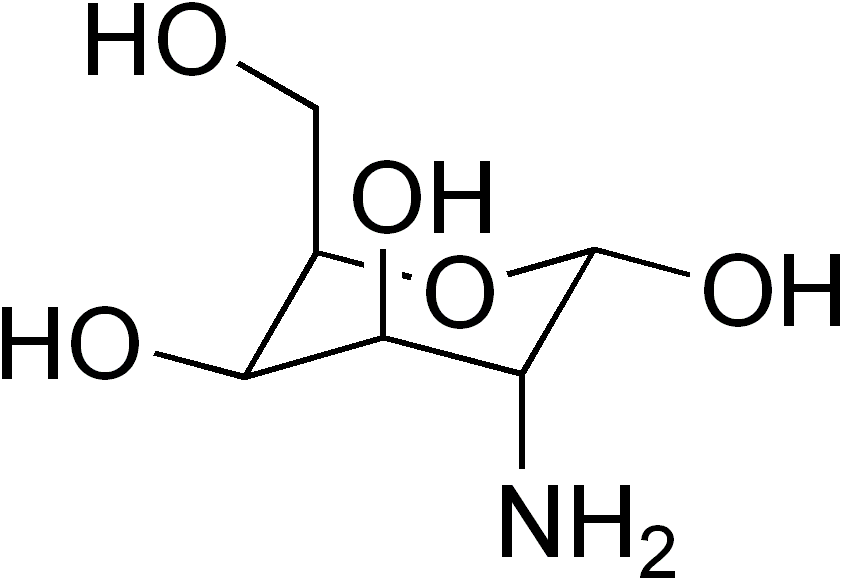
galaktosamin
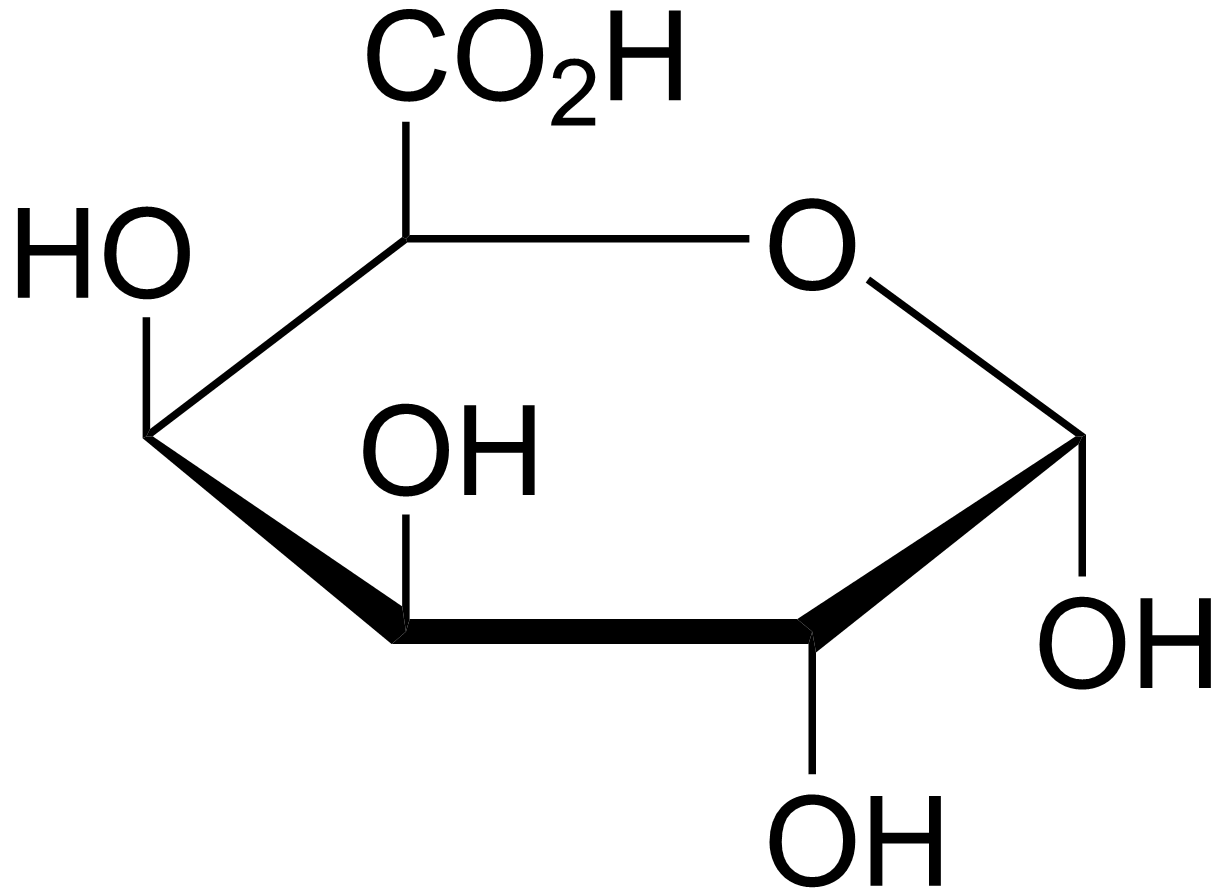
kyselina galakturonová
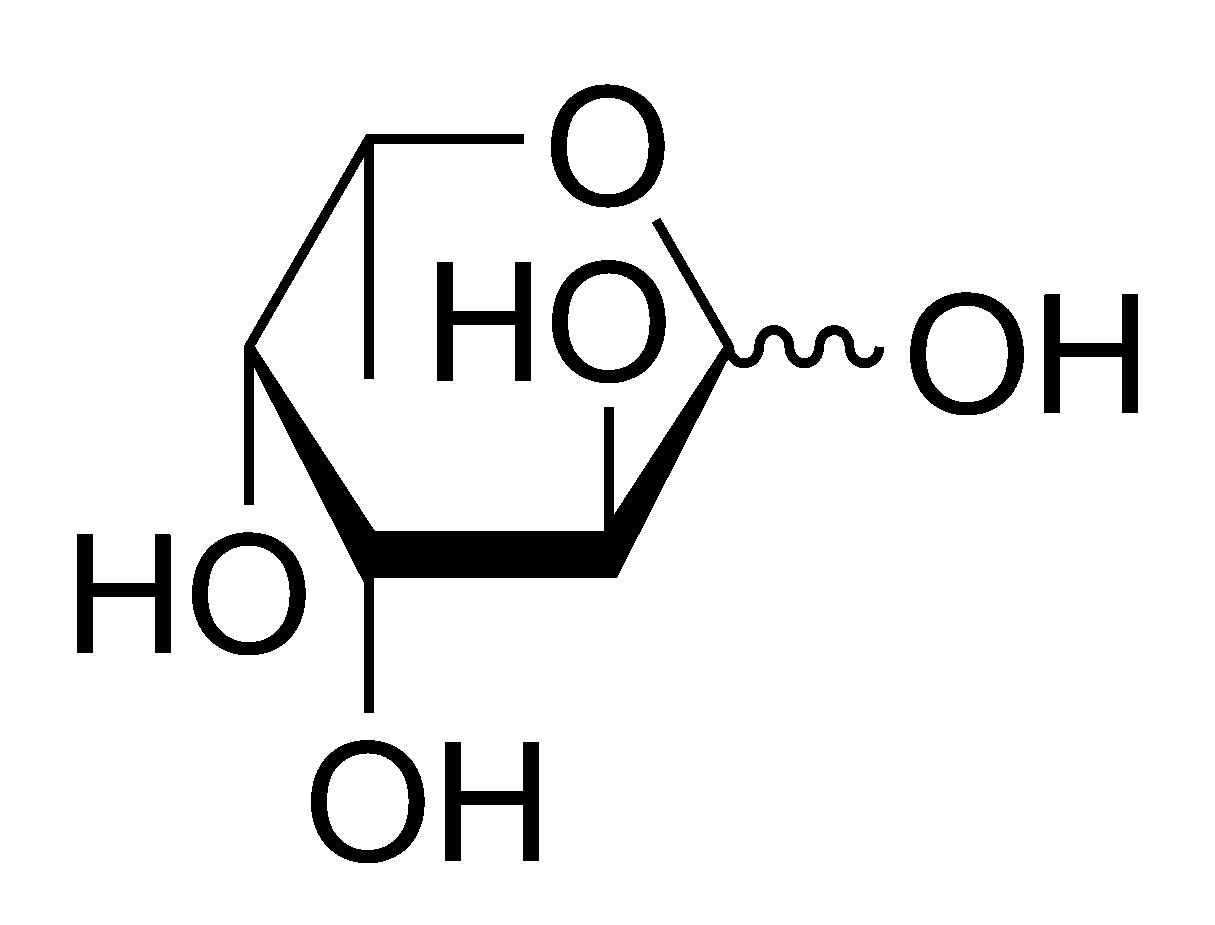
L-fukóza